# Triplaris melaenodendron
Triplaris melaenodendron är en slideväxtart. Triplaris melaenodendron ingår i släktet Triplaris och familjen slideväxter.

## Underarter
Arten delas in i följande underarter:
- T. m. colombiana
- T. m. melaenodendron